# T.O.K.

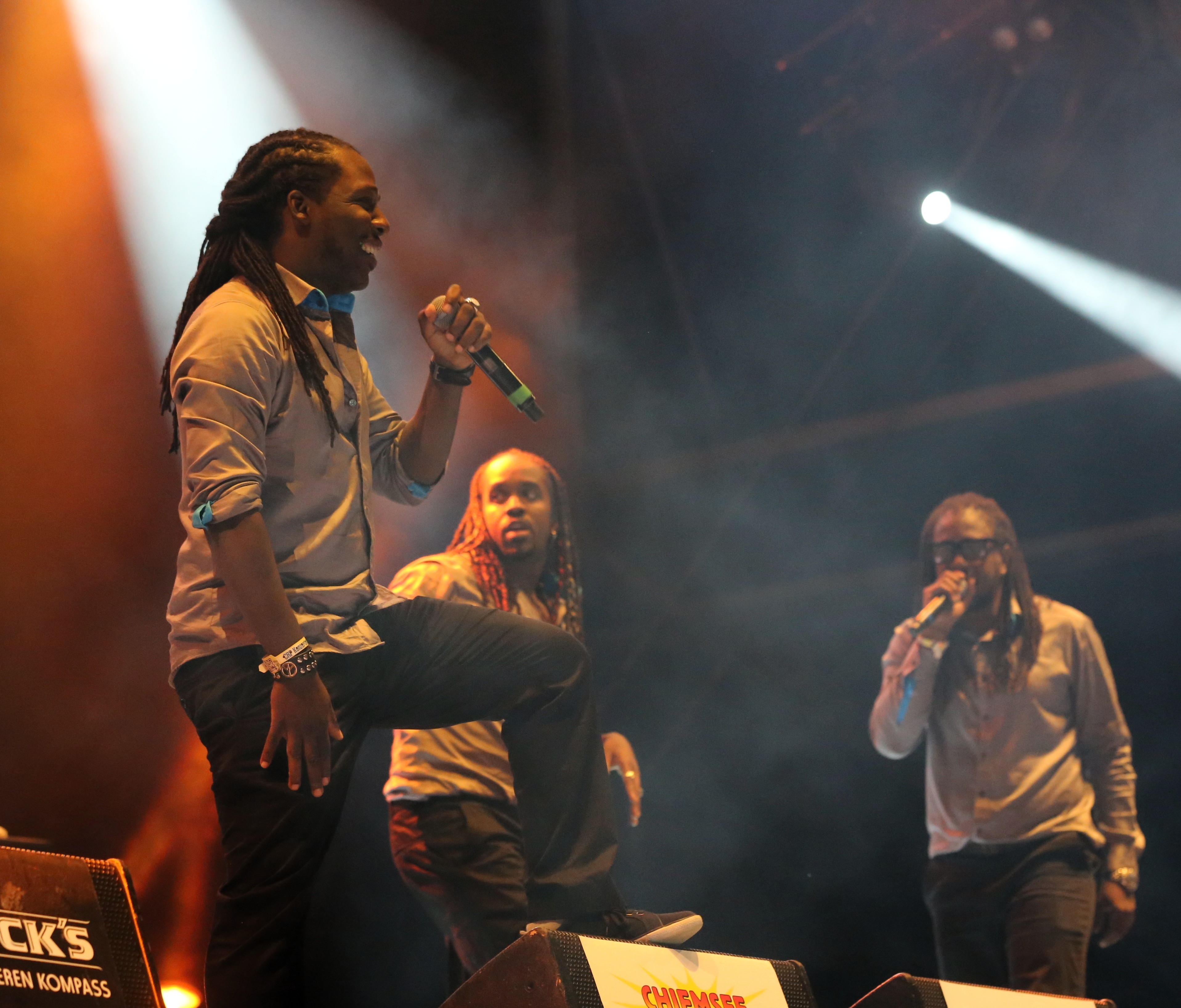
T.O.K. 2013

T.O.K., Touch of Klass, är en dancehallgrupp från Jamaica som bildades under tidigt 1990-tal. Gruppen består av medlemmarna Alex, Flexx, Bay-C och Craig. 
T.O.K. fick sitt stora genombrott med låten "Chi Chi Man" (producerad av Tony "CD" Kelly) 2000. Innan dess hade de flera hits i Jamaica, bland dem "Eagles Cry" och "Badman Anthem" och har även gjort "Marijuana".
T.O.K. har Sverigekoppling genom singeln på "Voom Voom Riddim", inspelad och mixad i Sverige av Soundism och utgiven av Topaz Records.
- Wikimedia Commons har media som rör T.O.K..